# Joseph Esménard
Joseph-Alphonse Esménard (* Dezember 1769 in Pélissanne; † 15. Juni 1811 in Fondi) war ein französischer Schriftsteller, Politiker und Mitglied der Académie française.

## Leben und Werk
Joseph Esménard (auch: Joseph-Alphonse Esménard) besuchte die Schule der Oratorianer in Marseille. Im Anschluss an eine Reise nach Saint-Domingue wurde er von Jean-François Marmontel für die Literatur begeistert und schrieb Marmontels Roman Les Incas, ou La destruction de l'empire du Pérou (1777) in eine Oper um (Les Incas 1787), die aber nicht zur Aufführung kam. Ab 1790 war er Mitglied der Konstituante. Als Royalist und Mitglied der Feuillants musste er Frankreich im August 1792 verlassen und reiste durch Europa, um sich schließlich in Venedig im Umkreis von Ludwig XVIII. aufzuhalten. 1797 zurückgekehrt, wurde er nach dem Staatsstreich des 18. Fructidor V vorübergehend ins Gefängnis geworfen, um dann außer Landes zu reisen.
Der Staatsstreich des 18. Brumaire VIII erlaubte ihm die abermalige Rückkehr. Als Sekretär des Generals Charles Victoire Emmanuel Leclerc begleitete er diesen 1802 nach Saint-Domingue. Wieder in Paris, wurde er von Anne-Jean-Marie-René Savary, duc de Rovigo zum Direktor des Theaterbüros im Innenministerium gemacht. Die nächste Reise machte er mit Louis Thomas Villaret de Joyeuse nach Martinique. Von dort brachte er das Manuskript einer zweibändigen Dichtung mit, die unter dem Titel La Navigation 1805 (und erweitert 1806) erschien und dem von Jacques Delille gepflegten Genre der deskriptiven Lyrik zuzurechnen ist. Esménard wuchs zu einer Art offiziellem Dichter des Kaiserreichs heran. Großen Erfolg hatte er 1807 mit der Oper Le triomphe de Trajan (Musik von Jean-François Lesueur) und 1809 mit der Oper Fernand Cortez ou La conquête du Mexique (Musik von Gaspare Spontini). Daraufhin wurde er 1810 in die Académie française (Sitz Nr. 12) gewählt.
Esménard war Theater-, Bücher- und Zeitungszensor und hochrangiger Offizier in Fouchés Polizei. Eine weitere Reise, die er nach einem diplomatischen Fauxpas gegenüber Russland antreten musste, wurde ihm schließlich zum Verhängnis. Zwischen Neapel und Rom starb er mit 41 Jahren an den Folgen eines Verkehrsunfalls.

## Werke (Auswahl)
- La Navigation. Poème. 2 Bde. Paris 1805, 1806. (mit Vorwort von 71 Seiten)
- Le triomphe de Trajan. Tragédie lyrique en trois actes. Ballard, Paris 1707.
- (mit Victor-Joseph Étienne de Jouy) Fernand Cortez ou La conquête du Mexique. Tragédie lyrique. Paris 1809.
  - (deutsch) Ferdinand Cortez, oder: Die Eroberung von Mexiko. Leipzig 1810. Dresden 1813. (auch italienisch und englisch)